# Русский вестник (журнал, 1856—1906)
«Ру́сский ве́стник» (рус. дореф. Русскій Вѣстникъ) — русский ежемесячный литературный и общественно-политический журнал, основанный публицистом Михаилом Катковым, издававшийся с 1856 по 1906 год (до 1887 года в Москве, потом в Петербурге). Одно из наиболее влиятельных консервативно ориентированных изданий пореформенной эпохи, оказывавший огромное влияние на развитие общественной мысли и движение литературной жизни.

## История
«Русский вестник» был основан в 1856 году в доме № 2/1 в Большом Трёхсвятительском переулке группой либерально настроенных москвичей в составе М. Н. Каткова, Е. Ф. Корша, П. Н. Кудрявцева, П. М. Леонтьева, А. В. Станкевича. Редактором журнала стал публицист и литературный критик М. Н. Катков. Разногласия среди учредителей журнала привели осенью 1857 года к расколу редакции. Его возглавили М. Н. Катков и П. М. Леонтьев, ставшие и владельцами типографии (которая была приобретена на средства и других членов московского кружка либералов). Журнал первоначально был двухнедельным, с 1861 года стал ежемесячным.
Каждый номер состоял из беллетристики и статей научного характера, объединённых в первый отдел, и политического отдела под названием «Современная летопись». Политическим отделом заведовали вначале Е. Ф. Корш и П. Н. Кудрявцев. Затем его руководителем и ведущим автором стал М. Н. Катков. Когда Катков и Леонтьев получили в аренду газету «Московские ведомости» (1862), общественно-политический отдел журнала «Современная летопись» был преобразован в еженедельное приложение к газете (1863—1871). Публицистическая и редакторская деятельность Каткова сосредоточилась в «Московских ведомостях» и «Современной летописи», дела журнала под его контролем вёл Н. А. Любимов.

### Либеральный период
В эпоху общественного подъёма и реформ первого пятилетия правления Александра II в журнале печатались «Губернские очерки» и пьеса «Смерть Пазухина» М. Е. Салтыкова-Щедрина (1856—1857) и публицистические очерки С. С. Громеки, произведения П. И. Мельникова-Печерского и Марко Вовчок. В литературном отделе публиковались произведения С. Т. Аксакова, М. П. Бибикова, И. А. Гончарова, Н. Кохановской, В. С. Курочкина, А. Н. Майкова, М. Л. Михайлова, А. Н. Плещеева, А. А. Фета, Ф. И. Тютчева, Евгении Тур (Е. В. Салиас де Турнемир), пьеса А. Н. Островского «В чужом пиру похмелье» (1856). В 1859 году в «Русском вестнике» состоялся литературный дебют в печати Е. А. Словцовой-Камской; выбор писательницей именно этого журнала обусловливался тем, что в нём под беллетристическими произведениями чаще всего стояли женские имена, например: Евгения Тур, К. К. Павлова, Ю. В. Жадовская, княгиня Н. И. Шаликова и другие.
Ф. И. Буслаев опубликовал в «Русском вестнике» исследование «Русский богатырский эпос» (1862). Печатались также статьи, очерки, исследования языковеда и историка литературы Я. К. Грота, И. Е. Забелина, И. К. Бабста, М. Н. Лонгинова, С. М. Соловьёва, Т. И. Филиппова, Б. Н. Чичерина, П. Д. Юркевича и других историков, филологов, философов.
Катков поместил в журнале программную статью «Пушкин» (1856), статьи о русской сельской общине (обнаружившие расхождения со славянофилами; 1857—1858), статьи о «выборном начале», опиравшиеся на знакомство с общественным строем Англии (1860), серию полемических выступлений против журнала «Современник» (1861), позднее — статьи по поводу романа Тургенева «Отцы и дети» (1862), другие статьи на актуальные общественно-политические и литературные темы.

### Русская классика
После отделения «Современной летописи» от журнала «Русский вестник» приобрёл репутацию относительно нейтрального и респектабельного издания и привлёк крупнейших русских писателей. Наиболее значительные произведения русской литературы второй половины XIX века, причисляемые к классическим, за немногими исключениями, опубликованы впервые «Русским вестником». Например, И. С. Тургенев опубликовал в журнале романы «Накануне» (1860), «Отцы и дети» (1862), «Дым» (1867) и другие произведения.
В журнале печатались «Семейное счастие» (1859), «Казаки» (1863), «1805 год» («Тысяча восемьсот пятый год», 1865—1866), «Война и мир» (1865—1869), «Анна Каренина» (1875—1877) Л. Н. Толстого.
Ф. М. Достоевский печатал в «Русском вестнике» романы «Преступление и наказание» (1866), «Идиот» (1868), «Бесы» (1871—1872), «Братья Карамазовы» (1879—1880).
Н. С. Лесков опубликовал в «Русском вестнике» роман «На ножах» (1870—1871), роман-хронику «Соборяне» (1872), повесть «Запечатленный ангел» (1873), часть хроники «Захудалый род» (1874), а А. К. Толстой — роман «Князь Серебряный» (1863).

### Реакционный период
С обострением идеологической борьбы в 1861—1863 годах журнал становился всё более консервативным и, в оценке русских либеральных и советских историков литературы и печати, реакционным. Выражением этого явилась, в частности, публикация очерков А. А. Фета «Из деревни» (1863), «антинигилистической» дилогии В. В. Крестовского «Панургово стадо» (1869) и «Две силы» (1874), других произведений подобной направленности, также участие в журнале К. Н. Леонтьева, обер-прокурора Святейшего Синода К. П. Победоносцева, И. Д. Делянова, Е. М. Феоктистова, А. И. Георгиевского.
После смерти М. Н. Каткова в 1887 году издателем и редактором значилась его вдова. «Русский вестник» в конце 1887 арендовал у его наследников публицист, поэт и переводчик Фёдор Николаевич Берг. Он перевёл издание журнала в Санкт-Петербург и довёл число подписчиков до 6 тысяч. Однако спустя восемь лет из-за финансовых затруднений он был вынужден отказаться от журнала. Последними руководителями журнала были М. М. Катков и В. А. Грингмут.